# Lyle-repülőkutya
A Lyle-repülőkutya (Pteropus lylei) az emlősök (Mammalia) osztályának a denevérek (Chiroptera) rendjéhez, ezen belül a nagydenevérek (Megachiroptera) alrendjéhez és a repülőkutyafélék (Pteropodidae) családjához tartozó nagy méretű faj.

## Előfordulása
A Lyle-repülőkutya Kína Jünnan tartományában, valamint Thaiföld, Kambodzsa és Vietnám területén honos.
Síkvidéki esőerdők és mangrovemocsarak lakója.

## Életmódja
A Lyle-repülőkutya kolóniákban él, alkonyatkor és pirkadatkor a legaktívabb. Általában nagyobb kolóniákat alkot.
Tápláléka mangó, guajáva, banán és egyéb gyümölcsök.

## Szaporodása
Az ivarérettséget 1-2 éves korban éri el. A párzási időszak július–október között van. A vemhesség körülbelül 150 napig tart, ennek végén 1 utód jön a világra. Az elválasztás 5 hónap után következik be, de a kölyök még 3 hónapot az anyja mellett ül.

## Rokon fajai
A Lyle-repülőkutya a Pteropus nemen belül a Pteropus vampyrus fajcsoport tagja. Ide tartoznak a legnagyobb testű fajok.
Legközelebbi rokona a burmai repülőkutya (Pteropus intermedius).
Szintén közeli rokonai a valamivel nagyobb indiai repülőkutya (Pteropus giganteus) és az óriás repülőkutya vagy kalong (Pteropus vampyrus).

## Természetvédelmi helyzete
Sokáig a fajt nem tartották veszélyeztetettnek, de mivel az utolsó 50 év során (ami nagyjából három repülőkutya generációnak felel meg) populációja 30%-kal csökkent (elsősorban az erdőirtások, kisebb részben a vadászatnak köszönhetően) a Természetvédelmi Világszövetség a fajt a „sebezhető” kategóriába sorolta át Vörös listáján.
Mivel a nagyobb termetű Pteropus fajok közül ez a faj a leginkább veszélyeztetett ezt a fajt tartják tenyészprogramok keretében leginkább állatkertekben.
Magyarországon a Fővárosi Állat- és Növénykertben él egy szépen gyarapodó csapata.
A világ állatkertjeiben mintegy kétszáz Lyle-repülőkutya él, közülük 15 felnőtt, és több kölyök látható Budapesten.